# Marianne Grootenboer
Marianne Grootenboer (Oud-Beijerland, 02 juli 1941 - Rotterdam, 12 december 2023) was een Nederlands beeldend kunstenaar, actief als beeldhouwer, fotograaf, installatiekunstenaar, modeontwerper, performancekunstenaar, sieraadontwerper en textielkunstenaar. Hiernaast was ze actief als schrijver van kinderboeken, prentenboeken voor kinderen & volwassenen en gedichten.

## Leven en werk
Grootenboer was opgeleid tot onderwijzeres in Rotterdam aan de kweekschool aan de Hofstedestraat in het Nieuwe Westen, en studeerde verder aan de Academie van Beeldende Kunsten in Rotterdam.
Vanaf de eind jaren 1970 ontwikkelde ze zich tot een veelzijdig kunstenares. Ze was lid van de Stichting Vrouwen in de Beeldende Kunst (SVBK), die in 1977 was opgericht. Eind jaren 1990 begon ze ook verhalen en gedichten te publiceren.
De laatste decennia werkte ze vanuit het kunstenaarsateliers NE Studios aan de Prins Hendrikstraat 5 op het Noordereiland naast kunstenaars als Don Satijn, Marjoke Schulten en Anne Karin ten Bosch.
Ze exposeerde met enige regelmaat werk met haar twee zoons Minne Smits en Quirijn Smits. Een van haar leerlingen was de Rotterdamse kunstenaar Jack de Deugd. Ze schreef o.a. een stuk over Ludo Pieters. De Nederlandse componist Patrick van Deurzen schreef het stuk Drie Liederen (2010, Zang en Gitaar) gebaseerd op een van haar gedichten. 
Haar werk is opgenomen in de collectie van o.a. Museum Rotterdam, CODA (Apeldoorn), Museum Arnhem, en de Rijksdienst voor het Cultureel Erfgoed (RCE).

## Werk, een selectie

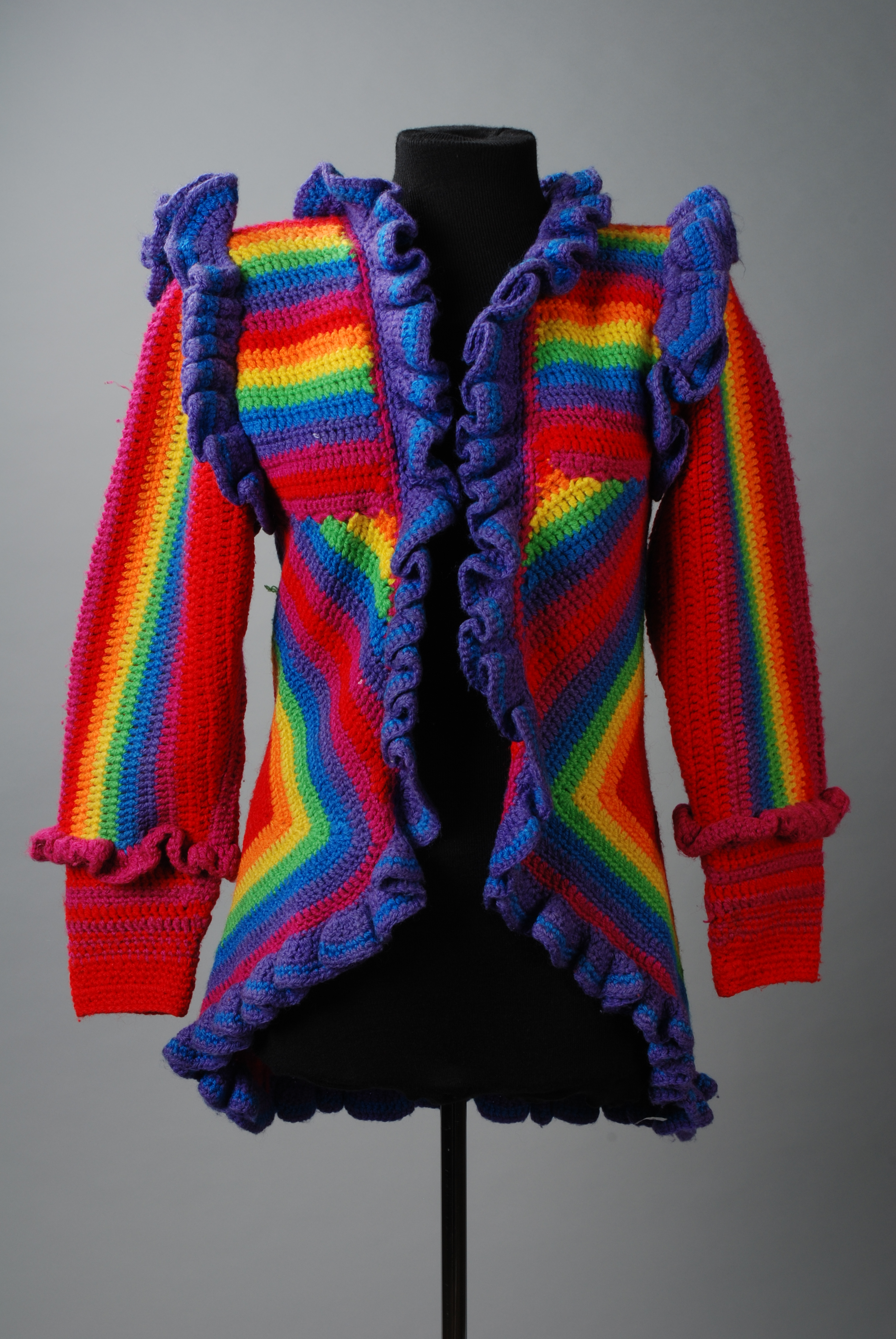
Kleurrijk gestreept gebreid vest, 1978
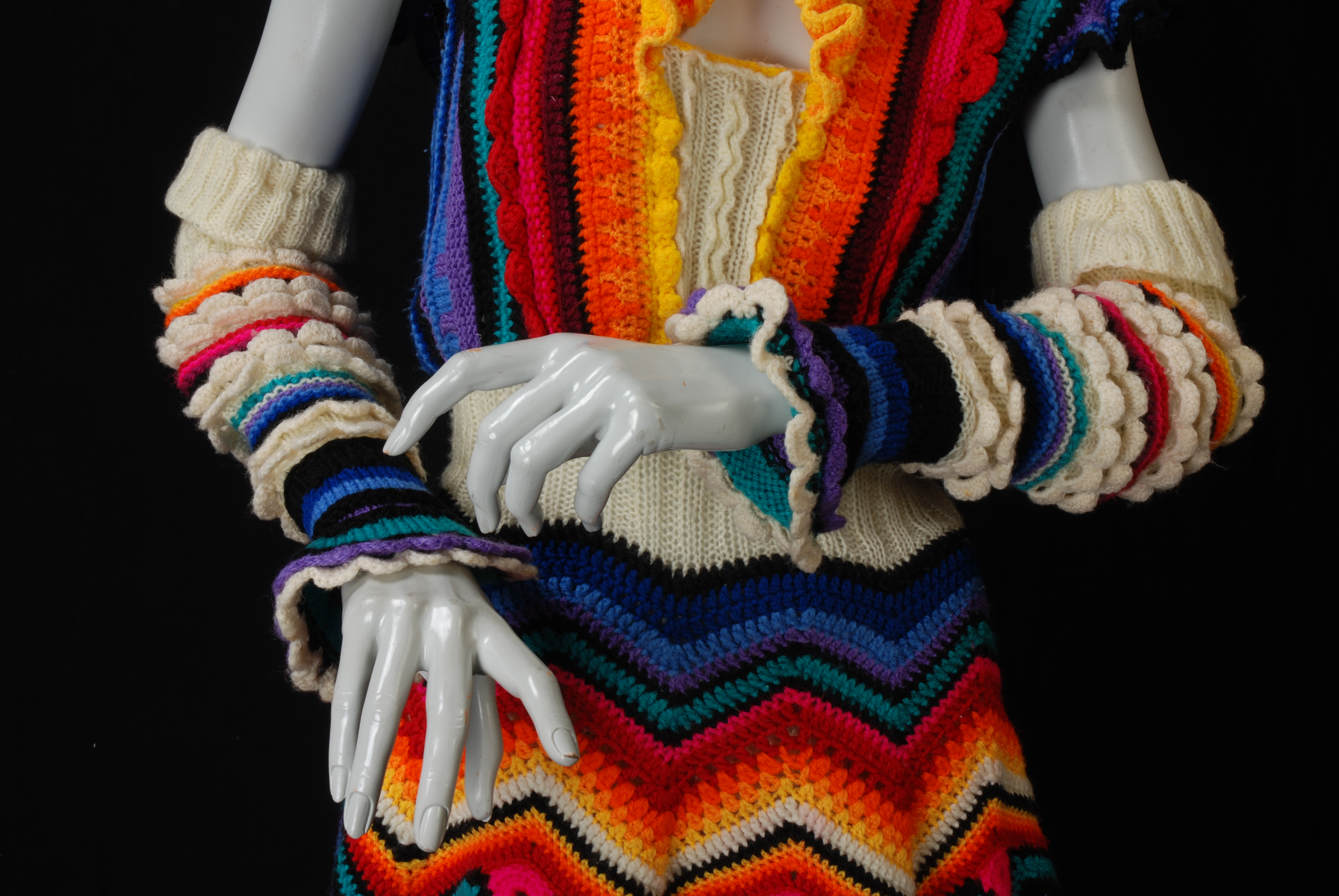
Driedelig ensemble, gebreid en gehaakt, 1979-1980
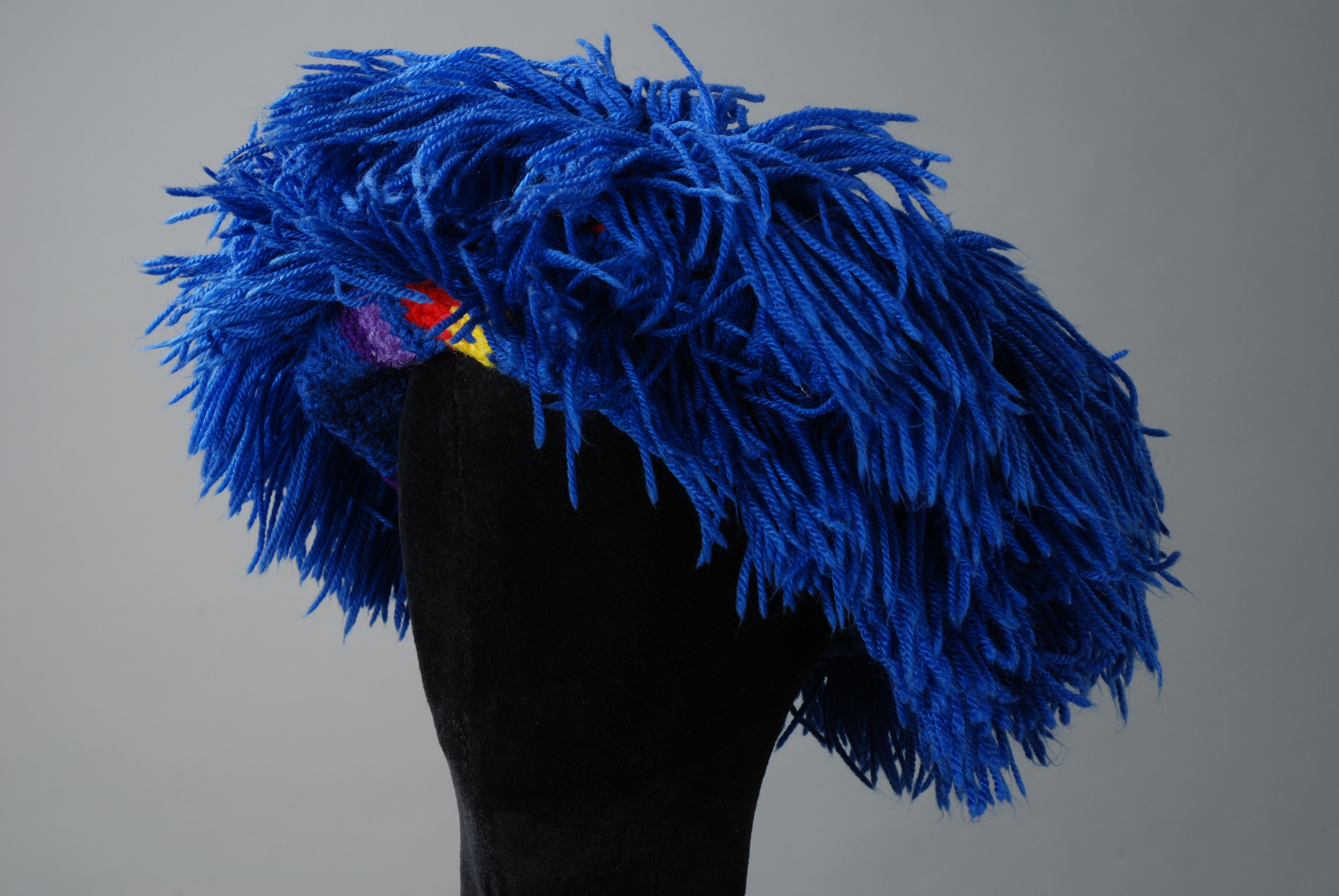
Hoofdband van tweedelig ensemble gehaakt, 1983-1984

## Publicaties, een selectie
- Voorbij Niemandsland : september 1944-april 1945,  Houten : Van Goor/Unieboek BV, 2005
- Troeba zonder Doer,  Vrije Uitgevers De Po√´zie, november 2018